# درنوواتس (کنگاژواتس)
درنوواتس (به صربی: Drenovac) یک منطقهٔ مسکونی در صربستان است که در Knjaževac واقع شده‌است. درنوواتس ۱۴۱ نفر جمعیت دارد.